# Пекари (Пйотрковський повіт)
Пекари (пол. Piekary) — село в Польщі, у гміні Воля-Кшиштопорська Пйотрковського повіту Лодзинського воєводства.
Населення — 130 осіб (2011).
У 1975-1998 роках село належало до Пйотрковського воєводства.

## Демографія
Демографічна структура станом на 31 березня 2011 року:
|          | Загалом | Допрацездатний вік | Працездатний вік | Постпрацездатний вік |
| -------- | ------- | ------------------ | ---------------- | -------------------- |
| Чоловіки | 67      | 13                 | 40               | 14                   |
| Жінки    | 63      | 6                  | 31               | 26                   |
| Разом    | 130     | 19                 | 71               | 40                   |